# Radio AREF
Radio AREF (Arbeitsgemeinschaft Rundfunk der evangelischen Freikirchen) est une radio associative locale de Nuremberg. Elle est un projet commun de plusieurs églises protestantes et chrétiennes évangéliques dans la zone de transmission. Elle émet depuis une maison dans le jardin de l'hôpital méthodiste Martha-Maria, Stadenstrasse.

## Histoire
La deuxième radio des églises protestantes et chrétiennes évangéliques de la région commence par un magazine de deux heures en 1987 avec sa propre licence sur la fréquence de Radio Z et de CMS-Radio. La radio partage avec d'autres radios chrétiennes (Radio Milestones, Camillo 92,9, Pray 92,9) la fréquence 92.9 MHz.

## Participants
- Union des églises évangéliques libres en Allemagne de Sperberstraße (20 %)
- Église évangélique libre de Vestnertorgraben (Fédération internationale des églises évangéliques libres) (20 %)
- Église méthodiste unie – Paulus-Gemeinde (20 %)
- Église méthodiste unie – Zions-Gemeinde (20 %)
- Église évangélique libre (Fédération internationale des églises évangéliques libres) (20 %)